# J. League 1994
La temporada de 1994 de la J. League fue el segundo campeonato celebrado de la liga profesional de Japón. Tuvo lugar desde el 12 de marzo hasta el 2 de diciembre de 1994, y fue la edición con más afluencia de espectadores en toda la historia del torneo con una media de 19.679 espectadores por partido.

## Ascensos y descensos
| Pos | Ascendidos de la Japan Football League 1993 |
| --- | ------------------------------------------- |
| 1.º | Bellmare Hiratsuka                          |
| 2.º | Júbilo Iwata                                |

| Descendidos en la temporada 1993 |
| -------------------------------- |
| No hubo                          |

- De esta manera, el número de participantes aumentó a 12.

## Sistema del campeonato
A los diez equipos que formaron parte en la primera edición (J. League 1993) hay que sumar dos nuevos clubes procedentes de la Japan Soccer League y que habían pasado a ser profesionales. El primero fue Bellmare Hiratsuka como campeón de la liga inferior y candidato a una plaza, mientras que el segundo fue Júbilo Iwata, propiedad de Yamaha y uno de los que más historia poseía en el torneo semiprofesional.
| - Bellmare Hiratsuka - JEF United Ichihara - Gamba Osaka - Júbilo Iwata - Kashima Antlers - Nagoya Grampus Eight |  | - Sanfrecce Hiroshima - Shimizu S-Pulse - Urawa Red Diamonds - Verdy Kawasaki - Yokohama Flügels - Yokohama Marinos |

La J. League contó con dos rondas, a ida y vuelta (22 partidos) cada una. El campeón de cada ronda jugaría una final en la que se decidiría el vencedor de la J. League, aunque en caso de haber ganado el mismo equipo la ida y vuelta este encuentro no era necesario. El sistema fue el mismo que en la J. League 1993, en el que solo se contaban las victorias obtenidas.

## Desarrollo
Para mantener el éxito del año pasado, la mayor parte de clubes de la liga apostó por continuar fichando jugadores extranjeros. En el caso de equipos como Verdy Kawasaki, cuyo patrocinio corría a cargo de Yomiuri, hubo una apuesta por convertirse en equipos apoyados por todo el país dejando de lado las raíces locales de los clubes. Este modelo es el que se usaba en la Nippon Professional Baseball con franquicias como Yomiuri Giants. El mercado de jugadores internacionales se amplió a toda Sudamérica y Europa, llegando en su mayoría jugadores veteranos, y también llegó a aplicarse en el cuerpo técnico e incluso los árbitros y colegiados. Otros clubes apostaron por reforzar los vínculos de la institución con la ciudad, como por ejemplo Kashima Antlers, Urawa Red Diamonds o Júbilo Iwata.
La mayoría de los equipos no mantuvieron una regularidad en las dos rondas debido al sistema de victorias. En la primera fase del campeonato Sanfrecce Hiroshima fue la revelación al hacerse con la victoria al final de la liga regular, liderados por el entrenador Stewart Baxter. Sin embargo en la segunda ronda el vencedor fue, al igual que el año anterior, Verdy Kawasaki. Mientras que Hiroshima mantenía un estilo de juego defensivo y conservador, Kawasaki apostó por un juego atrevido y de ataque. En la final de liga, Verdy venció a Sanfrecce en los dos partidos por 1-0.
Para 1995 se sumaron dos equipos más: Cerezo Osaka y Kashiwa Reysol.

## Clasificación

### Primera Etapa
| Pos. | Equipo                  | PJ | G  | P  | GF | GC | DG  | Clasificación        |
| ---- | ----------------------- | -- | -- | -- | -- | -- | --- | -------------------- |
| 1    | Sanfrecce Hiroshima (Q) | 22 | 17 | 5  | 44 | 26 | +18 | Final del Campeonato |
| 2    | Shimizu S-Pulse         | 22 | 16 | 6  | 41 | 25 | +16 |                      |
| 3    | Kashima Antlers         | 22 | 16 | 6  | 45 | 32 | +13 |                      |
| 4    | Verdy Kawasaki          | 22 | 14 | 8  | 43 | 21 | +22 |                      |
| 5    | Yokohama Flügels        | 22 | 13 | 9  | 36 | 27 | +9  |                      |
| 6    | JEF United Ichihara     | 22 | 10 | 12 | 34 | 43 | −9  |                      |
| 7    | Júbilo Iwata            | 22 | 9  | 13 | 27 | 32 | −5  |                      |
| 8    | Nagoya Grampus Eight    | 22 | 9  | 13 | 23 | 28 | −5  |                      |
| 9    | Yokohama Marinos        | 22 | 8  | 14 | 29 | 35 | −6  |                      |
| 10   | Gamba Osaka             | 22 | 7  | 15 | 37 | 46 | −9  |                      |
| 11   | Bellmare Hiratsuka      | 22 | 7  | 15 | 27 | 54 | −27 |                      |
| 12   | Urawa Red Diamonds      | 22 | 6  | 16 | 26 | 43 | −17 |                      |

 Fuente: J. League Data Site: 1994 J.LEAGUE Suntory League table
Criterios de clasificación: 1) partidos ganados; 2) diferencia de goles; 3) número de goles marcados; 4) resultados entre los equipos en cuestión.

### Segunda Etapa
| Pos. | Equipo               | PJ | G  | P  | GF | GC | DG  | Clasificación        |
| ---- | -------------------- | -- | -- | -- | -- | -- | --- | -------------------- |
| 1    | Verdy Kawasaki (Q)   | 22 | 17 | 5  | 48 | 26 | +22 | Final del Campeonato |
| 2    | Bellmare Hiratsuka   | 22 | 16 | 6  | 48 | 26 | +22 |                      |
| 3    | Yokohama Marinos     | 22 | 14 | 8  | 44 | 26 | +18 |                      |
| 4    | Sanfrecce Hiroshima  | 22 | 12 | 10 | 27 | 31 | −4  |                      |
| 5    | Kashima Antlers      | 22 | 11 | 11 | 44 | 36 | +8  |                      |
| 6    | Shimizu S-Pulse      | 22 | 11 | 11 | 28 | 31 | −3  |                      |
| 7    | Júbilo Iwata         | 22 | 11 | 11 | 29 | 37 | −8  |                      |
| 8    | Yokohama Flügels     | 22 | 9  | 13 | 31 | 33 | −2  |                      |
| 9    | JEF United Ichihara  | 22 | 9  | 13 | 35 | 42 | −7  |                      |
| 10   | Gamba Osaka          | 22 | 8  | 14 | 29 | 36 | −7  |                      |
| 11   | Urawa Red Diamonds   | 22 | 8  | 14 | 33 | 51 | −18 |                      |
| 12   | Nagoya Grampus Eight | 22 | 6  | 16 | 33 | 54 | −21 |                      |

 Fuente: J. League Data Site: 1994 J.LEAGUE NICOS League table
Criterios de clasificación: 1) partidos ganados; 2) diferencia de goles; 3) número de goles marcados; 4) resultados entre los equipos en cuestión.

### General
| Pos. | Equipo                 | PJ | G  | P  | GF | GC | DG  | Clasificación                                |
| ---- | ---------------------- | -- | -- | -- | -- | -- | --- | -------------------------------------------- |
| 1    | Verdy Kawasaki (C, Q)  | 44 | 31 | 13 | 91 | 47 | +44 | Clasificado a la Copa de Clubes de Asia 1995 |
| 2    | Sanfrecce Hiroshima    | 44 | 29 | 15 | 71 | 57 | +14 |                                              |
| 3    | Kashima Antlers        | 44 | 27 | 17 | 89 | 68 | +21 |                                              |
| 4    | Shimizu S-Pulse        | 44 | 27 | 17 | 69 | 56 | +13 |                                              |
| 5    | Bellmare Hiratsuka (Q) | 44 | 23 | 21 | 75 | 80 | −5  | Clasificado a la Recopa de la AFC 1995       |
| 6    | Yokohama Marinos       | 44 | 22 | 22 | 73 | 61 | +12 |                                              |
| 7    | Yokohama Flügels (Q)   | 44 | 22 | 22 | 67 | 60 | +7  | Clasificado a la Recopa de la AFC 1995       |
| 8    | Júbilo Iwata           | 44 | 20 | 24 | 56 | 69 | −13 |                                              |
| 9    | JEF United Ichihara    | 44 | 19 | 25 | 69 | 85 | −16 |                                              |
| 10   | Gamba Osaka            | 44 | 15 | 29 | 66 | 82 | −16 |                                              |
| 11   | Nagoya Grampus Eight   | 44 | 15 | 29 | 56 | 82 | −26 |                                              |
| 12   | Urawa Red Diamonds     | 44 | 14 | 30 | 59 | 94 | −35 |                                              |

 Fuente: Suma de la primera y la segunda etapa
Criterios de clasificación: 1) partidos ganados; 2) diferencia de goles; 3) número de goles marcados; 4) resultados entre los equipos en cuestión.
Notas:
1. ↑  Yokohama Flügels se clasificó para la Recopa de la AFC 1995 como campeón vigente.

### Final
| 26 de noviembre de 1994, 14:38 (UTC+9) | Sanfrecce Hiroshima | 0:1 (0:1) | Verdy Kawasaki | Estadio del Gran Arco, Hiroshima                           |                                                            |
|                                        |                     | Reporte   | Kitazawa 35'   | Asistencia: 42.316 espectadores Árbitro(s): Alberto Tejada | Asistencia: 42.316 espectadores Árbitro(s): Alberto Tejada |

| 2 de diciembre de 1994, 19:02 (UTC+9) | Verdy Kawasaki | 1:0 (0:0) | Sanfrecce Hiroshima | Estadio Nacional, Tokio                                    |                                                            |
|                                       | Ramos 80'      | Reporte   |                     | Asistencia: 50.512 espectadores Árbitro(s): Zoran Petrović | Asistencia: 50.512 espectadores Árbitro(s): Zoran Petrović |

|                                   |
|                                   |
| Campeón Verdy Kawasaki 2.º título |

## Premios

### Individuales
- Jugador más valioso del campeonato: Luiz Carlos Pereira (Verdy Kawasaki)
- Máximo goleador: Frank Ordenewitz, 30 goles (JEF United)
- Mejor debutante: Kazuaki Tasaka (Bellmare Hiratsuka)
- Mejor entrenador: Yasutaro Matsuki (Verdy Kawasaki)

### Mejor once inicial
| Posición | Futbolista          | Club                | País              |
| -------- | ------------------- | ------------------- | ----------------- |
| POR      | Shinkichi Kikuchi   | Verdy Kawasaki      | Bandera de Japón  |
| DEF      | Pereira             | Verdy Kawasaki      | Bandera de Brasil |
| DEF      | Masami Ihara        | Yokohama Marinos    | Bandera de Japón  |
| DEF      | Yoshihiro Natsuka   | Bellmare Hiratsuka  | Bandera de Japón  |
| MED      | Tetsuji Hashiratani | Verdy Kawasaki      | Bandera de Japón  |
| MED      | Tsuyoshi Kitazawa   | Verdy Kawasaki      | Bandera de Japón  |
| MED      | Ruy Ramos           | Verdy Kawasaki      | Bandera de Japón  |
| MED      | Bismarck            | Verdy Kawasaki      | Bandera de Brasil |
| MED      | Betinho             | Bellmare Hiratsuka  | Bandera de Brasil |
| DEL      | Nobuhiro Takeda     | Verdy Kawasaki      | Bandera de Japón  |
| DEL      | Takuya Takagi       | Sanfrecce Hiroshima | Bandera de Japón  |

## Curiosidades
- Los dos árbitros de las finales fueron internacionales. El partido de ida fue arbitrado por el peruano Alberto Tejada Noriega, mientras que el colegiado del encuentro de vuelta de la final fue Zoran Petrovic, internacional serbio.